# العلاقات القطرية الميكرونيسية
العلاقات القطرية الميكرونيسية هي العلاقات الثنائية التي تجمع بين قطر وولايات ميكرونيسيا المتحدة.

## مقارنة بين البلدين
هذه مقارنة عامة ومرجعية للدولتين:
| وجه المقارنة                                              | قطر           | ولايات ميكرونيسيا المتحدة |
| --------------------------------------------------------- | ------------- | ------------------------- |
| المساحة (كم2)                                             | 11.44 ألف     | 702                       |
| عدد السكان (نسمة)                                         | 2.64 مليون    | 105.54 ألف                |
| الكثافة السكانية (ن./كم²)                                 | 230.77        | 15.03 ألف                 |
| العاصمة                                                   | الدوحة        | باليكير                   |
| اللغة الرسمية                                             | اللغة العربية | لغة إنجليزية              |
| العملة                                                    | ريال قطري     | دولار أمريكي              |
| الناتج المحلي الإجمالي (بليون دولار)                      | 167.61 مليار  | 336.43 مليون              |
| الناتج المحلي الإجمالي (تعادل القوة الشرائية) بليون دولار | 316.40 مليار  | 365.27 مليون              |
| الناتج المحلي الإجمالي الاسمي للفرد دولار أمريكي          | 73.65 ألف     | 3.02 ألف                  |
| الناتج المحلي الإجمالي للفرد دولار أمريكي                 | 141.54 ألف    |                           |
| مؤشر التنمية البشرية                                      | 0.850         | 0.640                     |
| رمز المكالمات الدولي                                      | +974          | +691                      |
| رمز الإنترنت                                              | .qa           | .fm                       |
| المنطقة الزمنية                                           | ت ع م+03:00   |                           |

## منظمات دولية مشتركة
يشترك البلدان في عضوية مجموعة من المنظمات الدولية، منها:
| علم المنظمة | اسم المنظمة                               | تاريخ انضمام قطر | تاريخ انضمام ولايات ميكرونيسيا المتحدة |
| ----------- | ----------------------------------------- | ---------------- | -------------------------------------- |
|             | يونسكو                                    | 27 يناير 1972    | 19 أكتوبر 1999                         |
|             | وكالة ضمان الاستثمار متعدد الأطراف        | 22 أكتوبر 1996   | 11 أغسطس 1993                          |
|             | الأمم المتحدة                             | 21 سبتمبر 1971   | 17 سبتمبر 1991                         |
|             | البنك الدولي للإنشاء والتعمير             | 25 سبتمبر 1972   | 24 يونيو 1993                          |
|             | الاتحاد الدولي للاتصالات                  | 27 مارس 1973     | 18 مارس 1993                           |
|             | منظمة حظر الأسلحة الكيميائية              | ?                | ?                                      |
|             | مؤسسة التمويل الدولية                     | 11 أكتوبر 2008   | 24 يونيو 1993                          |
|             | المركز الدولي لتسوية المنازعات الاستشارية | 20 يناير 2011    | 24 يوليو 1993                          |

## وصلات خارجية
- موقع وزارة الخارجية القطرية